# Alphonse-Alexandre Arson
Pour les articles homonymes, voir Arson.
Alphonse-Alexandre Arson, né à Paris, le 11 janvier 1822 et mort le 26 décembre 1895 à Villecresnes, est un sculpteur français.

## Biographie
Alphonse-Alexandre Arson naît, à Paris, le 11 janvier 1822, fils de Jean-Alphonse Arson et de Marie-Euphrasie Nicolle. Élève de Joseph-Marcellin Combette, il expose au Salon, de 1859 à 1880, des petits groupes en bronze représentant des combats de coqs, des poules avec leurs poussins, des faisans et des perdrix. Il n'est plus fait mention de lui à partir de 1880, époque où il demeurait à Belleville, 2, rue de Palestine.
Il meurt, dans la maison de retraite de Villecresnes, le 26 décembre 1895.

## Œuvres
- Poule et poussins. Groupe en bronze. Salon de 1859 (n? 3055).
- Lavandière et ses petits. Groupe en bronze. Salon de 1859 (n° 3056).
- Combats de coqs. Groupe en bronze. Salon de 1859 (n° 3057).
- Groupe de faisans. Cire. Salon de 1863 (n° 2225).
- Faisan et ses petits. Groupe en bronze. Salon de 1864 (n° 2491).
- Perdrix et sa couvée surprises par une belette. Groupe en cire. Salon de 1865 (n° 2850).
- Étude de faisan. Groupe en cire. Salon de 1866 (n° 2619).
- Perdrix et sa couvée surprises par une hermine. Salon de 1867 (n°2120).
- Perdrix. Groupe en cire. Salon de 1870 (n° 1544) .
- Faisans et leurs petits. Bronze argenté. Salon de 1870 (n° 1545).
- Tétras d'Amérique. Groupe en cire. Salon de 1874 (n° 2644).
- Dispute de perdrix. Groupe en bronze argenté. Salon de 1874 (n°2645).
- Tétras. Groupe en bronze. Salon de 1875 (n° 2847).
- Compagnie de faisans surprise par un renard. Bas-relief en plâtre. Salon de 1875 (n° 2848).
- Coq et poule de prairies. Groupe en bronze. Salon de 1877 (n° 3573).
- Famille de faisans surprise par des oiseaux de proie. Médaillon en bronze. Salon de 1877 (n° 3574).
- Pigeons. Groupe. Salon de 1880 (n° 6057).